# Ясен Месич
Ясен Месич (на хърватски: Jasen Mesić) е хърватски политик и археолог от партия Хърватска демократична общност. Министър на културата на Хърватия в периода 29 декември 2010 – 23 декември 2011 г.

## Биография
Ясен Месич е роден на 11 юни 1972 г. в град Загреб, Социалистическа република Хърватия (днес Хърватия), СФРЮ. През 1996 г. завършва история и археология в Загребския университет. През 1999 г. специализира подводна археология в Италия. През 2004 г. получава магистърска степен в Сиенския университет.
През 1996 г. постъпва на работа в Министерството на културата, където участва и представя хърватската делегация по време на срещи и конференции, организирани от ЮНЕСКО и Международния съвет за паметници и обекти (ICOMOS). През 2005 г. става началник на Министерството на културата като помощник на министъра, след което поема длъжността държавен секретар. В периода от декември 2010 г. до декември 2011 г. е министър на културата, в правителството на Ядранка Косор.
През 2014 г. се жени за 8 години по-младата от него бивш модел и телевизонна водеща – Барбара Медвед.